# Проваловка
Проваловка (укр. Провалівка) — село на Украине, основано в 1601 году, находится в Любарском районе Житомирской области.
Код КОАТУУ — 1823185702. Население по переписи 2001 года составляет 437 человек. Почтовый индекс — 13144. Телефонный код — 4147. Занимает площадь 16,438 км².

## Адрес местного совета
13144, Житомирская область, Любарский р-н, с.Педынка, ул.Победы, 4а